# 尼康D70s
尼康D70s（Nikon D70s）是一部尼康（NIKON）于2005年4月推出的数码单镜反光相机，为D70的升级版，使用尼康F卡口。市面上分为连镜头套装（包括一支AF-S DX 18-70mm f/3.5-4.5G IF-ED镜头）和不连镜头单机装两种。有效像素610万像素。
與改良前的版本D70相比，D70s主要的不同點包括尺寸更大的TFT顯示幕（D70為1.8吋，D70s為2.0吋，但仍保持相同的130萬畫素），改用智慧型EN-EL3a可充电型鋰离子電池（D70使用的是EN-EL3），追加快門線插口（D70原本只能使用無線遙控器），小事修改過的內建閃光燈可以配合比D70更大的擴散角度。但除此之外，其他的修改重點大都可以靠韌體更新的方式在D70上做到。

## 参看
- 数码单镜反光相机

## 链接
- 尼康 D70s 官方页面

1. ↑  甲点. . 照相机. 2005, (第6期): 60-61. ISSN 1009-2250.